# Кастањола (Верчели)
Кастањола је насеље у Италији у округу Верчели, региону Пијемонт.
Према процени из 2011. у насељу је живело 10 становника. Насеље се налази на надморској висини од 743 м.